# Agonostomus telfairii
Agonostomus telfairii је зракоперка из реда Mugiliformes. 

## Угроженост
Ова врста је наведена као последња брига, јер има широко распрострањење и честа је врста.

## Распрострањење
Ареал врсте је ограничен на мањи број држава. 
Присутна је у следећим државама и на острвима: Мадагаскар, Комори, Маурицијус, Мајот и Реинион.

## Станиште
Станиште врсте су слатководна подручја. 
Врста Agonostomus telfairii је присутна на подручју острва Мадагаскар. 